# Холл, Питер
Сэр Питер Реджиналд Фредерик Холл (англ. Peter Reginald Frederick Hall; 22 ноября 1930, Бери-Сент-Эдмундс — 11 сентября 2017, Лондон, Великобритания) — британский режиссёр театра и телевидения, двукратный лауреат премии Тони, обладатель Специальной премии Лоренса Оливье, командор ордена Британской империи.

## Биография
Питер Реджинальд Фредерик Холл родился в Саффолке в Бери-Сент-Эдмундс и был единственным сыном Грейс Флоренс (урожденная Паммент) и Реджинальда Эдварда Артура Холла. Его отец был начальником станции, и семья некоторое время жила на станции Грейт-Шелфорд. Питер получил стипендию в школе Персе в Кембридже. Прежде чем получить дополнительную стипендию для изучения английского языка в колледже Святой Катарины в Кембридже, Холл прошел национальную службу в Германии в штаб-квартире RAF по вопросам образования в Бюкебурге. Во время учебы в Кембридже он выступил как продюсер, поставил пять пьес на последнем курсе и ещё три для Летнего фестиваля Общества Марлоу, сам играл на сцене. 
До 1953 года работал в комитете Университетского любительского драматического клуба (ADC). В том же году Холл поставил пьесу «Письмо» У. Сомерсета Моэма в Королевском театре Виндзор. В 1954 и 1955 годах Холл был директором Оксфордского театра, в это время в труппе театра были несколько известных молодых актёров, среди них Ронни Баркер и Билли Уайтлоу, помощниками режиссёра были Эйлин Аткинс и Мэгги Смит.
С 1955 по 1957 год Холл руководил Художественным театром в Лондоне, где в 1955 году поставил англоязычную премьеру «В ожидании Годо». Успех постановки изменил его карьеру в одночасье и привлёк внимание, среди прочего, Теннесси Уильямса, для которого он поставил лондонские премьеры «Реал Камино» (1957) и «Кошка на раскаленной крыше» (1958) и «Гарольд Пинтер». Среди других постановок The Arts была англоязычная премьера «Вальса тореадоров» Жана Ануя.
В 1960 году Холл основал Королевскую шекспировскую компанию на базе Шекспировского мемориального театра в Стратфорде-апон-Эйвон и оставался её художественным руководителем до 1968 года. С 1973 по 1988 годы являлся художественным руководителем Королевского национального театра, руководил его переездом из театра Олд Вик в здание на Саут-Банк. В 1983 году поставил полный цикл «Кольцо Нибелунга» на Байройтском оперном фестивале, приуроченном к 100-летию Рихарда Вагнера.
В 1995 году Питер Холл снял триллер «Никогда не разговаривай с незнакомцами».
В 2008 году при содействии Холла был открыт театр «Роза» в районе Кингстон-апон-Темс в Лондоне. Режиссер был художественным руководителем театра до 2011 года, когда у него диагностировали деменцию, после чего он оставил карьеру и жил частной жизнью.
В 2018 году было объявлено, что имя Холла будет носить номинация «Лучший режиссёр» премии Лоренса Оливье. Это решение было принято в знак признания ошибки, которую допустили организаторы церемонии при составлении списка для включения в секцию In Memoriam (трибьют наиболее значимым фигурам британского театра, умершим в текущем году), где имя Холла не появилось, что было отмечено зрителями и критиками.